# Список эпизодов телесериала «МЭШ»
Посезонный список серий телевизионного сериала «МЭШ». Всего в нём 256 серий.
«МЭШ» начался 17 сентября 1972 года серией «Pilot», и продолжался 11 сезонов, закончившись 28 февраля 1983 года серией «Goodbye, Farewell, and Amen».
| Сезон | Серии | Трансляция | Выход на DVD    | Изменения в составе героев |
| ----- | ----- | ---------- | --------------- | --- |
| 1     | 24    | 1972—1973  | 8 января 2002   | - Появляются и уходят Копьеносец Джонс, Уродец Джон и некоторые другие персонажи. |
| 2     | 24    | 1973—1974  | 23 июля 2002    | - Сидни Фридман впервые появляется(под именем Милтон). |
| 3     | 24    | 1974—1975  | 18 февраля 2003 | - Подполковник Генри Брэймор Блэйк отправляется домой, но погибает в подбитом самолёте. |
| 4     | 25    | 1975—1976  | 15 июля 2003    | - Ловец Макинтайр уезжает. - Би Джей Ханникатт появляется. - Полковник Шерман Т. Поттер появляется и принимает командование на себя.                                                                         |
| 5     | 25    | 1976—1977  | 9 декабря 2003  | - Маргарет выходит замуж за подполковника Дональда Пенобскота. |
| 6     | 25    | 1977—1978  | 8 июня 2004     | - Фрэнк Бёрнс уезжает. - Майор Чарльз Эмерсон Уинчестер III появляется. |
| 7     | 26    | 1978—1979  | 7 декабря 2004  | - Майор Халиган подаёт на развод. - Би Джей Ханникатт отращивает усы, которые будет носить до конца сериала.                                                                                                 |
| 8     | 25    | 1979—1980  | 24 мая 2005     | - Радар уезжает. - Клингер занимает должность писаря. - Отец Мулкахи повышен до капитана. |
| 9     | 20    | 1980—1981  | 6 декабря 2005  | - Никаких изменений. |
| 10    | 22    | 1981—1982  | 23 мая 2006     | - Клингера повышают до сержанта. |
| 11    | 16    | 1982—1983  | 7 ноября 2006   | - Война в Корее заканчивается. - Отец Мулкахи начинает терять слух. - Чарльз Уинчестер теряет свою любовь к музыке. - Клингер женится на Сун Ли и решает остаться в Корее, чтобы помочь ей найти свою семью. |